# Solčany
Solčany jsou obec na Slovensku v okrese Topoľčany v Nitranském kraji. Žije v nich přibližně 2 500 obyvatel. Obcí vede silnice II/593.

## Historie
Území obce bylo osídleno už v období neolitu, archeologické nálezy dokládají osadu z období říše římské a Velkomoravské říše. První písemná zmínka je z roku 1113 a vesnice je v ní uvedena jako Celsan. Další názvy byly Scelchan z roku 1245, Scelechen v roce 1337, Soczany v roce 1773, Selčany v roce 1927 a od roku 1947 nese název Solčany, maďarsky Szocsán. Do konce 14. století byly královským majetkem.
Na přelomu 14. a 15. století měla vesnice charakter malého města. Až do 15. století patřila zoborskému klášteru a nitranskému biskupství, poté hradu Branč a panství Hrušov. Od 16. století vlastnili obec Russóiové, od roku 1591  Tapolcsányové, v 17. století Keglevichové. V 16. a 17. století se několikrát stalo cílem rabujících Turků, žoldnéřů a povstalců. V roce 1720 měla obec 45 domácností, v roce 1787 žilo v 88 domech 684 obyvatel a v roce 1828 žilo 815 obyvatel v 117 domech.
Na počátku 19. století jej získala rodina Odescalchiů, knížecí rod pocházející z Itálie. Po roce 1818 Augustin Odescalchi se svou ženou Annou Odescalchi, rozenou Zichy nechali postavit reprezentativní klasicistní kaštel obklopený rozsáhlým parkem. V roce 1831 byl v obci postaven cukrovar. Obyvatelé se zabývali zemědělstvím, později se rozvíjela řemesla a obchod.
Obec je součástí regionu Tríbeč-Inovec a Mikroregionu Západní Tríbečsko a Svornost. Jedná se o rozvinutou obec s kompletní infrastrukturou včetně čistírny odpadních vod. Má zavedenou obchodní síť, několik restaurací, základní a mateřskou školu, zdravotní střediska. Je zde římskokatolický farní úřad. V obci působí sportovní klub (fotbal), dechová kapela Sližár, pěvecké soubory Lišňanka, Ruže a Lidovec. V obci působí také Sbor dobrovolných hasičů s dlouholetou tradicí.

## Přírodní poměry
Obec leží ve východní části Nitranské pahorkatiny v levostranném údolí a na náplavových kuželech řeky Nitry a jejích levostranných přítoků. Tato část je tvořena mladšími terciérními sedimenty, které jsou pokryté spraší a říčními náplavovými sedimenty. Nejvýchodnější část území zabírá hřeben geomorfologického podcelku Veľký Tribeč s Medvedím vrchem (719 metrů), který  je tvořen metamorfovanými horninami a křemenci staršího mezozoika. Lesní porosty pohoří tvoří dubohabřiny, ve vyšších polohách jsou lesy bukové s výskytem javoru a jasanu. Menší plochy mají jehličnaté porosty s borovicemi, smrky a modříny. Nadmořská výška území se pohybuje v rozmezí 161–724 metrů, střed obce je ve výšce 174 metrů. Významnými vrcholy v obci jsou Hájvršek (383 metrů), Hrdovická (471 metrů) a Medvedí vrch (719 metrů). Území je odvodňuje Horný potok, Dolný potok a Lišňa, které jsou levostrannými přítoky řeky Nitry. V katastrálním území obce se nachází přírodní rezervace Solčiansky háj.
Celková rozloha území obce je 20,0224 km², z toho v roce 2020 připadalo 42 % na zemědělskou půdu. Celkové využité půdy (2020): 38 % orná půda, 2 % zahrady a 52 % lesy. V roce 2023 připadalo 831,99 ha na zemědělskou půdu, z toho 758,10 ha byla orná půda a 39,66 ha zahrady. Lesy pokrývaly 1049,38 ha, vodní plocha 15,03 ha a zastavěná plocha a nádvoří zaujímaly 78,64 ha.
Obec sousedí:
|           | Práznovce         |         |
| Topoľčany |                   | Velčice |
|           | Nitrianská Streda |         |

## Pamětihodnosti
- V obci stojí římskokatolický farní kostel Všech svatých postavený v roce 1397 a později upraven v barokním stylu je kulturní památkou Slovenska.[10]
- Klasicistní kaštel s parkem postavený na počátku 19. století byl v 20. století přestavěn z dvojpodlažní stavby s křídly a spojovacím koridorem na blokovou obdélníkovou budovu.[11] Kaštel s domem služebnictva, ohradní zdí, kočárovnou, hospodářskou budovou a parkem je kulturní památkou Slovenska.[12]

## Galerie

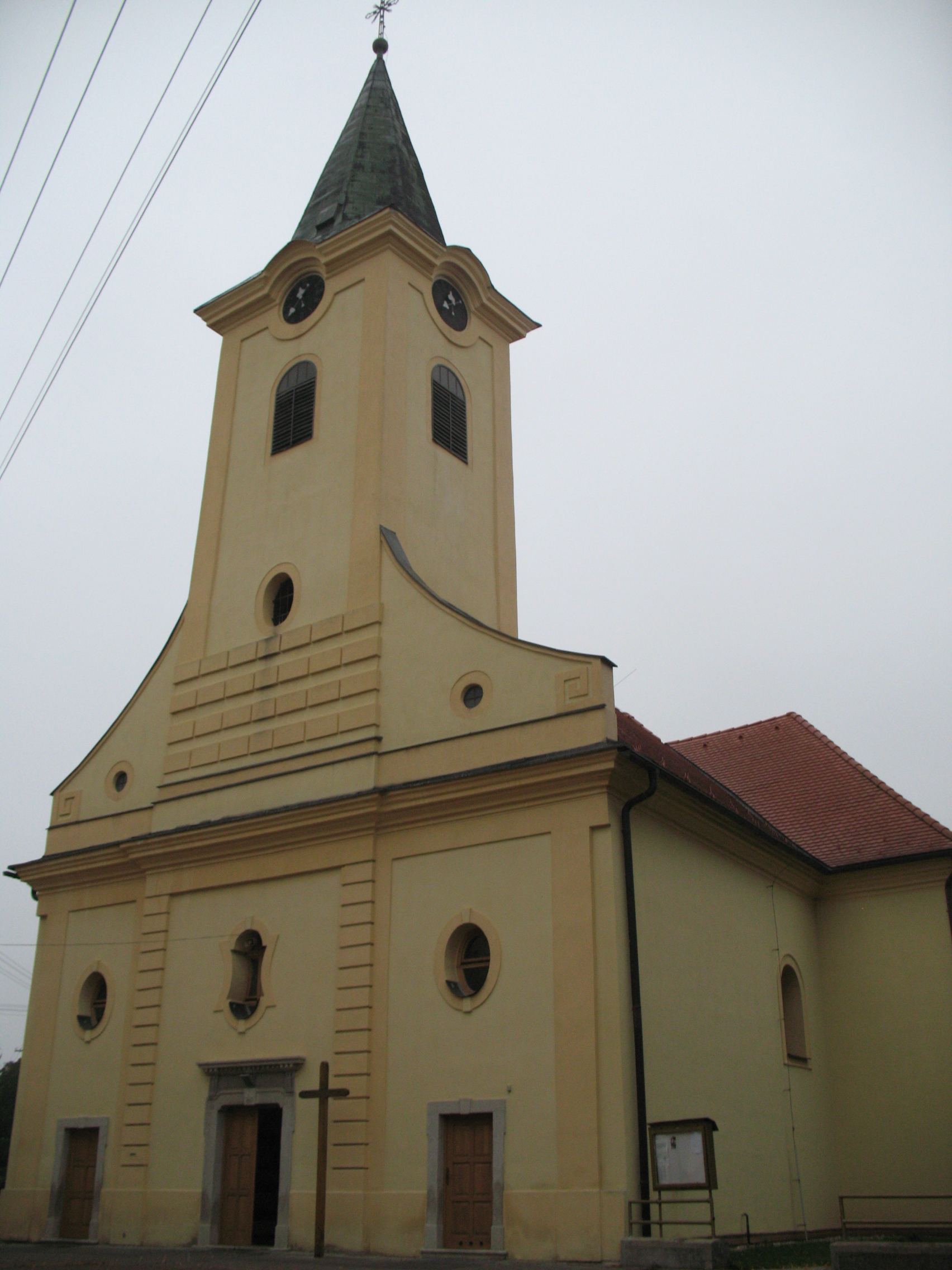
Kostel Všech Svatých
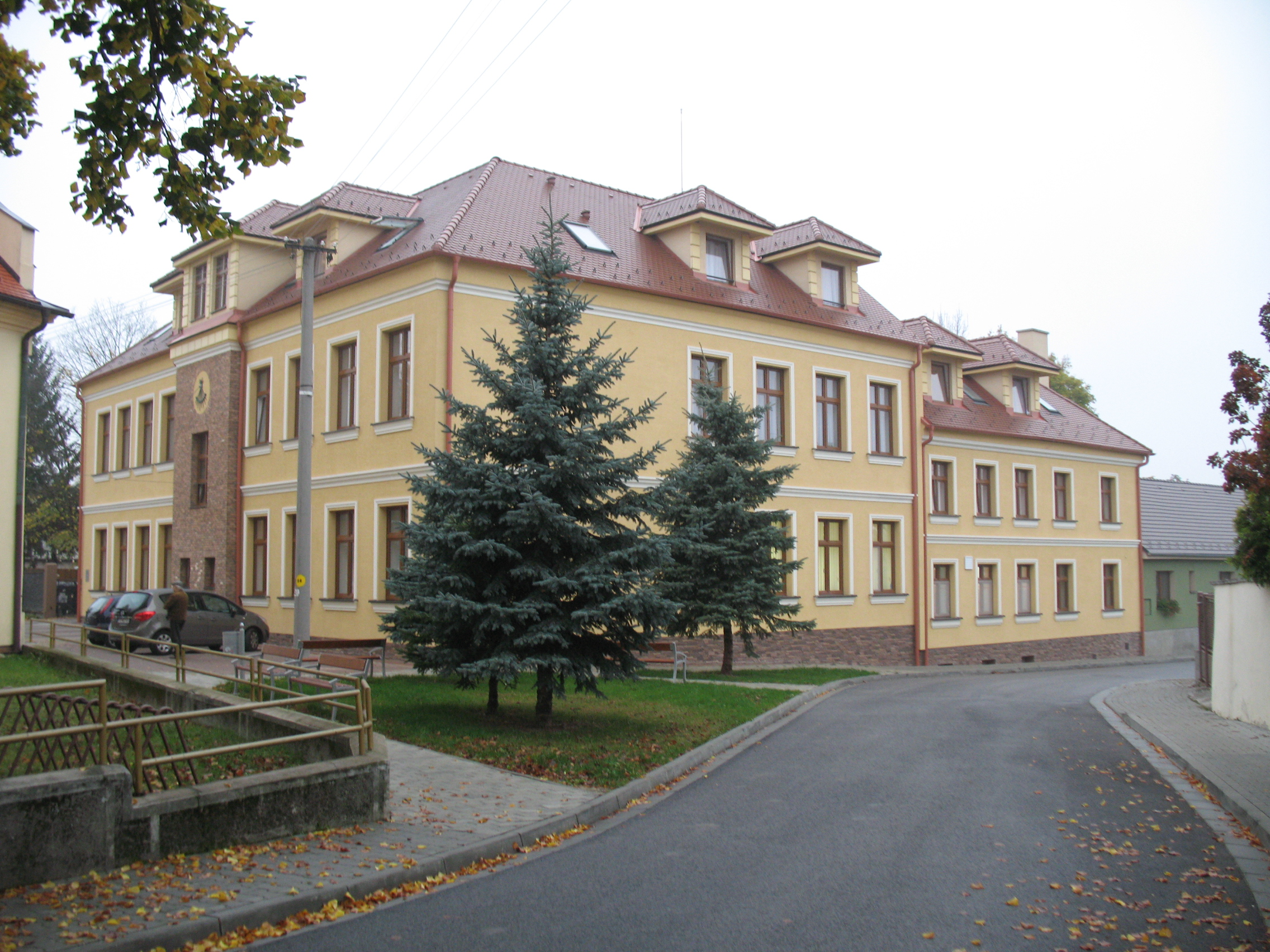
Kaštel
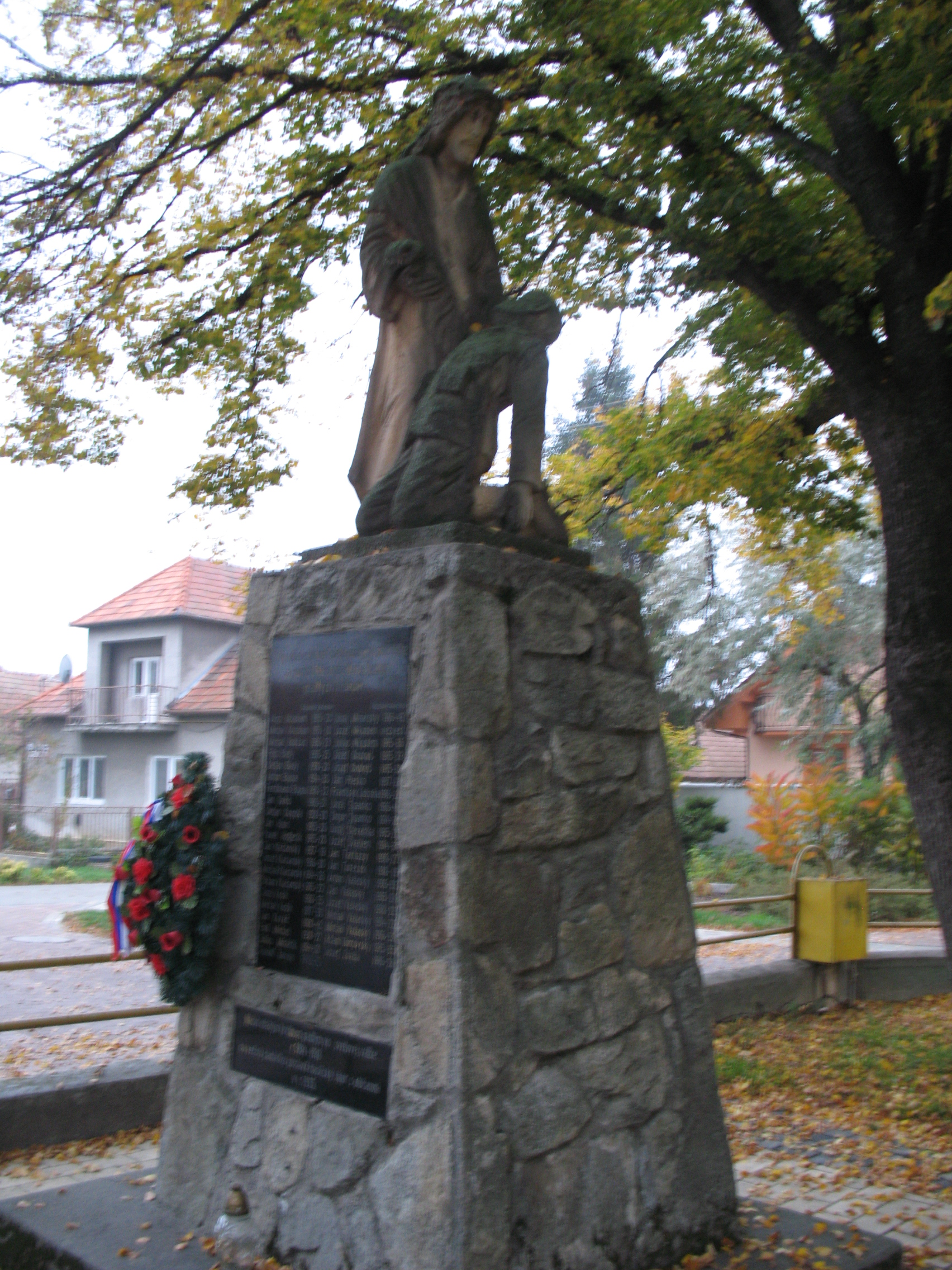
Památník padlým
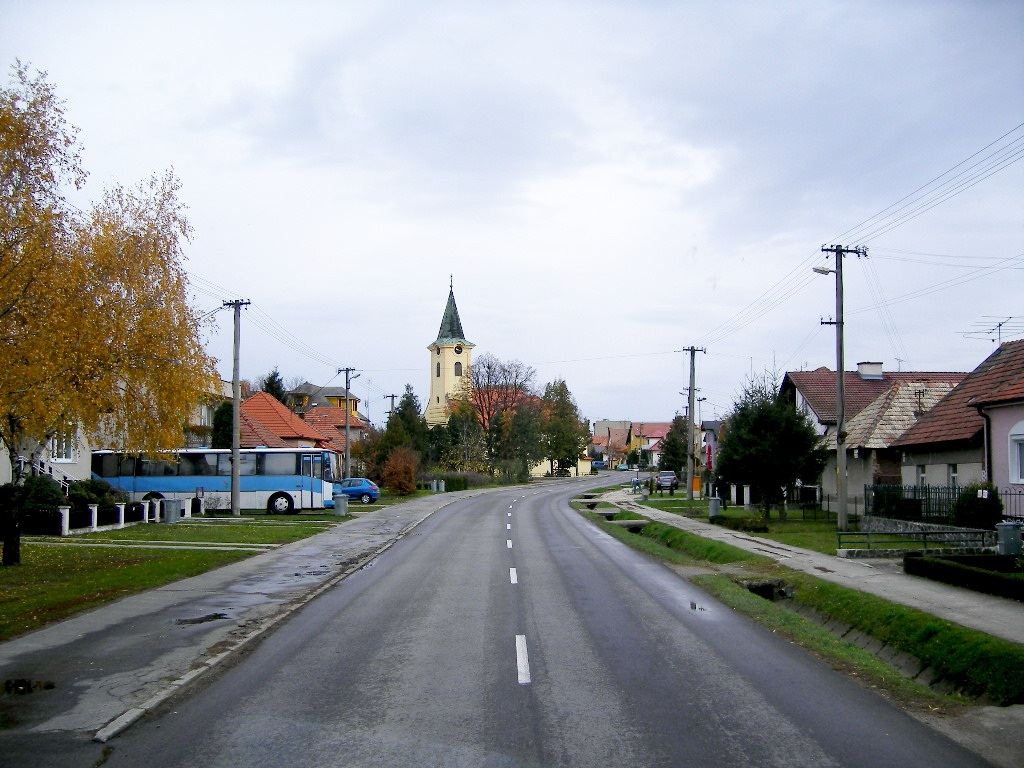
Hlavní silnice II/593